# Clipstone
Clipstone is een civil parish in het bestuurlijke gebied Newark and Sherwood, in het Engelse graafschap Nottinghamshire met 4665 inwoners.